# Rio Capivari (Mundo Novo)
O rio Capivari é um curso de água intermitente brasileiro que banha o estado da Bahia, afluente direto do Paraguaçu, um dos rios com este nome no estado e na bacia desse rio.
Com nascente na cidade de Mundo Novo, o rio originalmente era perene, mas as agressões ambientais - como a destruição das matas ciliares e abertura de barragens clandestinas, têm provocado a interrupção de seu curso, como foi denunciado em 2020 por integrantes da Comissão Pastoral da Terra da cidade de Ruy Barbosa.
Outro problema do curso d'água está no saneamento básico na cidade de Mundo Novo, com esgotamento doméstico lançado diretamente no seu leito, sem qualquer tratamento, como foi verificado em 2021.